# Chapelle Reine-Astrid de Briquemont
La Chapelle Reine Astrid (anciennement chapelle Saint-Nicolas) est un édifice religieux catholique se trouvant au sud et un peu à l’écart du village de Briquemont, à proximité de Rochefort dans la province de Namur (Belgique). Une chapelle castrale du XVe siècle est reconstruite vers 1770.   

## Histoire
Une chapelle fut construite au XVe siècle comme faisant partie du domaine castral de Guillaume II de Spontin, seigneur notamment de Venagne et de Briquemont. Celui-ci est inhumé dans la chapelle. 
À l’origine gothique, cette chapelle castrale en pierre a été remaniée au XVIIIe siècle : elle est de nef unique à deux travées, avec clocheton carré. On peut voir la date de 1770 inscrite sur son portail. Située sur les hauteurs de la vallée du Vachaux (affluent de la Lesse), l’édifice témoigne de l’existence du précédent village de Venagne qui a été détruit par les armées lorraines durant les guerres du XVIIe siècle. Elle était dédiée à saint Nicolas.
Jusqu’en 1914 le culte y était régulièrement célébré. Par la suite elle fut négligée. Il semble que la Reine Astrid, lorsqu’en séjour au château de Ciergnon, distant de quelques kilomètres à peine, la visitait de temps à autre. Après son décès accidentel, en 1935, une association locale avec la collaboration des communes rénova l’édifice pour en faire un lieu de mémoire à la Reine Astrid. Un buste en plâtre de la reine y fut placé. 
En 1948 la commune de Mont-Gauthier cède la chapelle et le terrain environnant à la 'Donation royale' qui depuis lors en assure l’entretien. En 1982 l’édifice est classé au patrimoine immobilier de Wallonie. Chaque année depuis 1978, en date anniversaire du décès accidentel de la reine Astrid (29 aout) – une messe y est célébrée.

## Patrimoine
- Une dalle funéraire, dans le chœur, est celle du seigneur Guillaume de Spontin et son épouse Jeanne, dame de Bastogne et d’Erpent qui y sont inhumés. On y voit les seigneurs en costumes d’époque, avec leurs armoiries.
- Une autre dalle funéraire est celle du curé Barville, décédé en 1759.